# Hogna denisi
Hogna denisi là một loài nhện trong họ Lycosidae.
Loài này thuộc chi Hogna. Hogna denisi được Carl Friedrich Roewer miêu tả năm 1959.